# Kerst met Linus
Kerst met Linus is een van oorsprong Noorse televisieserie, die in Nederland bekend werd door de nagesynchroniseerde uitzendingen op KRO. 
De serie, origineel getiteld Jul i Svingen, werd voor het eerst uitgezonden op 1 december 2006 en telde 24 afleveringen. Deze afleveringen kunnen worden gezien als een soort adventskalender, waarbij elke aflevering een dag uit het leven van de 8-jarige Linus en zijn vriendjes in het Noorse dorpje Svingen vertegenwoordigt, in de aanloop naar Kerstmis.
De centrale figuur in de serie is Linus, die elke dag een vakje van de adventskalender mag openmaken. Echter, tot zijn verbazing zijn alle vakjes die hij opent leeg, wat leidt tot de grote vraag in de serie: hoe kan dit? 
De serie volgt de avonturen en belevenissen van Linus en zijn vriendjes, zoals Nure, Akaya, Åsa, Victoria, Morten, Børre, Atif en zijn jongere zusje Klara. Deze kinderen maken samen sneeuwpret, zingen kerstliedjes en beleven de kleine, belangrijke momenten in het leven.
De serie werd geregisseerd door Atle Knudsen en Kirsten Weltzin, met een scenario geschreven door Kjetil Indregard. De muziek voor de serie werd gecomponeerd door Odd Nordstoga en John Vinge, en de eindtune werd gezongen door Sandro van Breemen. 
De Nederlandse stemmenregie was in handen van Marty de Bruijn en Stephan Kern, en de vertaling werd verzorgd door Hanneke van Bogget en Saskia Helback.

## Personages
| Rol          | Acteur                |
| ------------ | --------------------- |
| Linus        | Jakob Borgen          |
| Nure         | Sebastian Warholm     |
| Åsa          | Ina Svenningdal       |
| Akaya        | Yvonne Johnsrud       |
| Atif         | Hassan Ali Iqbal      |
| Victoria     | Erika Krohn           |
| Børre        | Adrian Falck Karlsen  |
| Klara        | Mia Daniels           |
| Morten       | Henrik Jacob Schatvet |
| Marvin       | Anders Mordal         |
| Agnetha      | Benedikte Lindbeck    |
| Biggen       | Fridtjov Såheim       |
| Mevrouw Wold | Bente Børsum          |
| Vera         | Siv Klynderud         |
| Lucy         | Ulla Marie Broch      |
| Grete        | Turid Gunnes          |

## Nederlandse Stemmen
| Rol          | Stemacteur            |
| ------------ | --------------------- |
| Linus        | Gijs Blom             |
| Nure         | Kas Westerbeek        |
| Åsa          | Isabel Loef           |
| Akaya        | Robin Virginie        |
| Børre        | Boyan van der Heijden |
| Klara        | Tara Hetharia         |
| Atif         | Badal Marhe           |
| Victoria     | Pip Pellens           |
| Morten       | Xavier Werner         |
| Marvin       | Ewout Eggink          |
| Agnetha      | Ingeborg Wieten       |
| Biggen       | Tony Neef             |
| Vera         | Anneke Beukman        |
| Harriet      | Kirsten Fennis        |
| Mevrouw Wold | Hetty Heyting         |
| Lucy         | Donna Vrijthof        |
| Grete        | Jannemien Cnossen     |